# Neussargues-Moissac
Neussargues-Moissac ist eine französische Gemeinde mit 834 Einwohnern (Stand: 1. Januar 2022) im Département Cantal in der Region Auvergne-Rhône-Alpes. Sie gehört zum Arrondissement Saint-Flour und ist Mitglied im Gemeindeverband Communauté de communes Hautes Terres. Die Bewohner werden Neussarguais und Neussarguaises genannt.
Die Erlasse des Präfekten vom 21. September 2016 und vom 21. Oktober 2016 legten mit Wirkung zum 1. Dezember 2016 die Eingliederung von Neussargues-Moissac als Commune déléguée zusammen mit den früheren Gemeinden Celles, Chalinargues, Chavagnac und Sainte-Anastasie zur Commune nouvelle Neussargues en Pinatelle fest. Das Datum der Gemeindegründung wurde nachträglich vom 1. Januar 2017 auf den 1. Dezember 2016 vorverlegt.
Der Erlass des Präfekten vom 16. Juli 2024 legte mit Wirkung zum 1. Januar 2025 die Herauslösung der Communes déléguées Celles, Chalinargues, Chavagnac und Sainte-Anastasie aus Neussargues en Pinatelle und deren Wiederherstellung als selbstständige Gemeinden fest. Damit wurde faktisch auch die Entlassung von Neussargues-Moissac in die Selbstständigkeit und die Auflösung der Commune Nouvelle beschlossen. Bereits am 19. Juni sprach sich die Mehrheit des Gemeinderats für eine Auflösung der Commune Nouvelle aus.

## Geografie
Neussargues-Moissac liegt rund 47 Kilometer ostnordöstlich von Aurillac und etwa 14 Kilometer nordwestlich von Saint-Flour in der Région naturelle des Cézallier. Das Ortsgebiet befindet sich südlich des Regionalen Naturparks Volcans d’Auvergne.
Die wichtigsten Gewässer sind die Flüsse Alagnon und Allanche und der Bach Recheydrat. Das Zentrum liegt auf etwa 805 m Höhe.
Umgeben wird Neussargues-Moissac von den Nachbargemeinden Sainte-Anastasie im Norden, Joursac im Nordosten, Talizat im Südosten, Coltines im Süden, Celles im Westen sowie Chalinargues im Nordwesten.

## Geschichte
Erste menschliche Zeichen aus der Steinzeit wurden bei einer Schutzunterkunft in der Felswand des Cuze gefunden. Weitere Siedlungsspuren stammen aus gallo-römischer und merowingischer Zeit.
Als Besitztum der Abtei Saint-Pierre in Moissac (im heutigen Département Tarn-et-Garonne) erhielt die kleine Siedlung den Namen Moissac. Dieser blieb unverändert bis zum Jahr 1871. Damals erhielt sie den Namen Neussargues. Bereits im Jahr 1900 wurde der Name wieder abgeändert und die Gemeinde erhielt den Doppelnamen Neussargues-Moissac.
Der Kreuzungspunkt von jungsteinzeitlichen Hirten hat eine menschliche Präsenz erlebt, die von der Frühgeschichte bis in die Gegenwart reicht. Diese Präsenz wird unter anderem durch Überreste in den Felsunterständen von Cuzers und Cuze, durch Dolmen (Joursac, Coltines) und Hügelgräber (Celles, Freyssinet), Gräber aus der Bronzezeit (2000 bis 800 v. Chr.) und Eisenzeit (800 bis 400 v. Chr.) belegt.

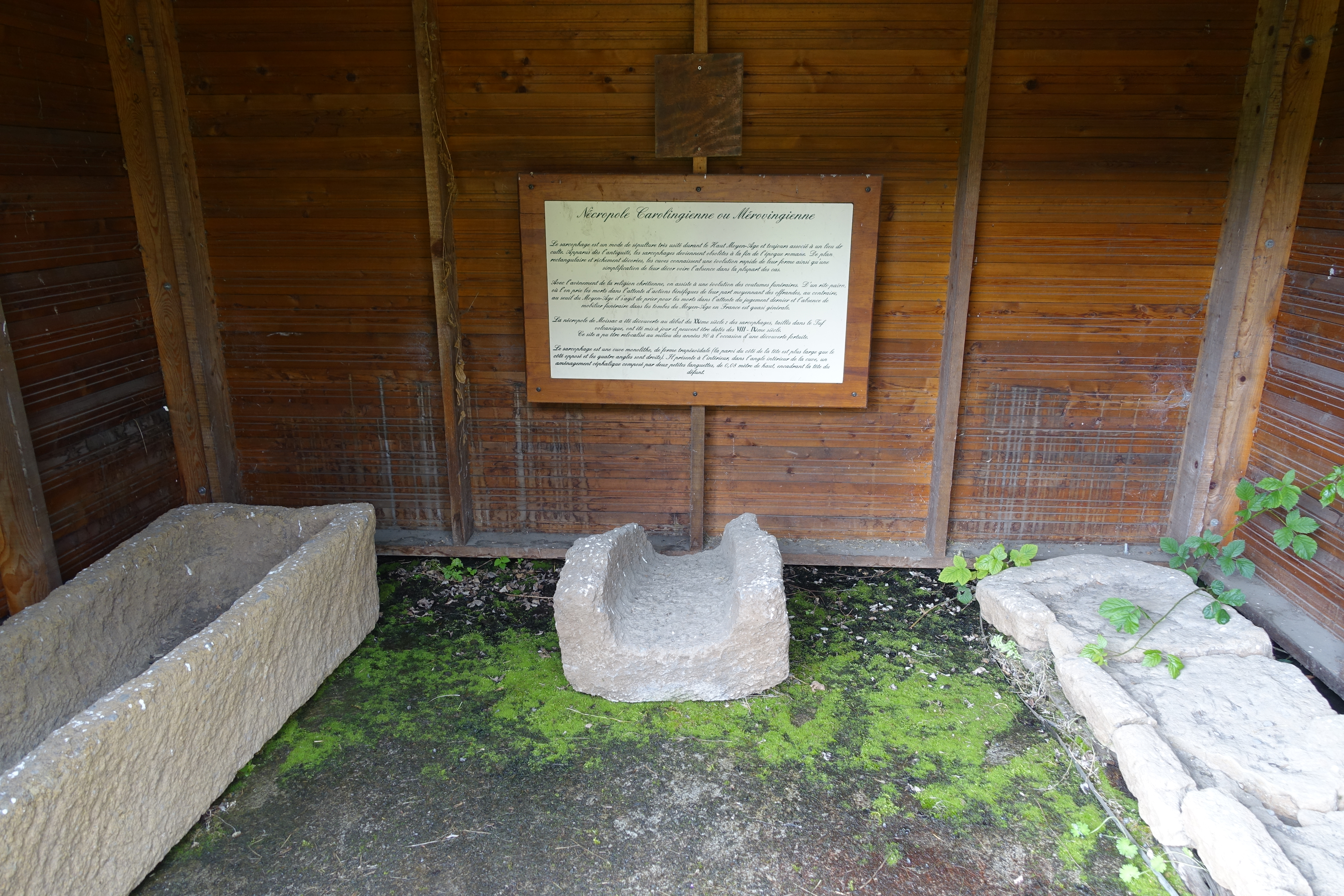
merowingische Sarkophage in Moissac

Die menschliche Besiedelung während der gallorömischen Zeit wird durch die Überreste mehrerer im 20. Jahrhundert entdeckter Villen bestätigt. Das Mittelalter bestätigte die strategische Bedeutung von Moissac mit der Entdeckung einer merowingischen Nekropole, von der heute mehrere Sarkophage sichtbar sind. Texte belegen, dass Moissac Sitz einer karolingischen Viguerie war.
Der Ort spielte auch eine wichtige Rolle für Pilger auf dem Weg nach Santiago de Compostela, da er an einem Nebenweg lag, der ihnen den Anschluss an die Via Podiensis ermöglichte. Zu bemerken ist auch in Moissac die Anwesenheit einer Jakobusbruderschaft, die durch drei Grabsteine und fünf Türstürze belegt ist.

## Bevölkerungsentwicklung
| Neussargues-Moissac: Einwohnerzahlen von 1793 bis 2020                                                                     | Neussargues-Moissac: Einwohnerzahlen von 1793 bis 2020 | Neussargues-Moissac: Einwohnerzahlen von 1793 bis 2020 | Neussargues-Moissac: Einwohnerzahlen von 1793 bis 2020 | Neussargues-Moissac: Einwohnerzahlen von 1793 bis 2020 |
| --- | ------------------------------------------------------ | ------------------------------------------------------ | ------------------------------------------------------ | ------------------------------------------------------ |
| Jahr |                                                        |                                                        |                                                        | Einwohner                                              |
| 1793 | 1793                                                   |                                                        | 810                                                    | 810                                                    |
| 1800 | 1800                                                   |                                                        | 497                                                    | 497                                                    |
| 1806 | 1806                                                   |                                                        | 589                                                    | 589                                                    |
| 1821 | 1821                                                   |                                                        | 613                                                    | 613                                                    |
| 1831 | 1831                                                   |                                                        | 630                                                    | 630                                                    |
| 1836 | 1836                                                   |                                                        | 637                                                    | 637                                                    |
| 1841 | 1841                                                   |                                                        | 656                                                    | 656                                                    |
| 1846 | 1846                                                   |                                                        | 658                                                    | 658                                                    |
| 1851 | 1851                                                   |                                                        | 610                                                    | 610                                                    |
| 1856 | 1856                                                   |                                                        | 641                                                    | 641                                                    |
| 1861 | 1861                                                   |                                                        | 583                                                    | 583                                                    |
| 1866 | 1866                                                   |                                                        | 556                                                    | 556                                                    |
| 1872 | 1872                                                   |                                                        | 675                                                    | 675                                                    |
| 1876 | 1876                                                   |                                                        | 681                                                    | 681                                                    |
| 1881 | 1881                                                   |                                                        | 897                                                    | 897                                                    |
| 1886 | 1886                                                   |                                                        | 900                                                    | 900                                                    |
| 1891 | 1891                                                   |                                                        | 790                                                    | 790                                                    |
| 1896 | 1896                                                   |                                                        | 831                                                    | 831                                                    |
| 1901 | 1901                                                   |                                                        | 905                                                    | 905                                                    |
| 1906 | 1906                                                   |                                                        | 1.140                                                  | 1.140                                                  |
| 1911 | 1911                                                   |                                                        | 1.118                                                  | 1.118                                                  |
| 1921 | 1921                                                   |                                                        | 1.039                                                  | 1.039                                                  |
| 1926 | 1926                                                   |                                                        | 1.177                                                  | 1.177                                                  |
| 1931 | 1931                                                   |                                                        | 1.202                                                  | 1.202                                                  |
| 1936 | 1936                                                   |                                                        | 1.309                                                  | 1.309                                                  |
| 1946 | 1946                                                   |                                                        | 1.372                                                  | 1.372                                                  |
| 1954 | 1954                                                   |                                                        | 1.320                                                  | 1.320                                                  |
| 1962 | 1962                                                   |                                                        | 1.257                                                  | 1.257                                                  |
| 1968 | 1968                                                   |                                                        | 1.252                                                  | 1.252                                                  |
| 1975 | 1975                                                   |                                                        | 1.213                                                  | 1.213                                                  |
| 1982 | 1982                                                   |                                                        | 1.186                                                  | 1.186                                                  |
| 1990 | 1990                                                   |                                                        | 1.231                                                  | 1.231                                                  |
| 1999 | 1999                                                   |                                                        | 1.030                                                  | 1.030                                                  |
| 2006 | 2006                                                   |                                                        | 980                                                    | 980                                                    |
| 2013 | 2013                                                   |                                                        | 996                                                    | 996                                                    |
| 2020 | 2020                                                   |                                                        | 904                                                    | 904                                                    |
| Quelle(n): EHESS/Cassini bis 1999, INSEE ab 2006 Anmerkung(en): Ab 1962 offizielle Zahlen ohne Einwohner mit Zweitwohnsitz |                                                        |                                                        |                                                        |                                                        |

## Sehenswürdigkeiten
Zu den örtlichen Sehenswürdigkeiten gehören:
- Kirche Saint-Hilaire aus dem 12. bis 14. Jahrhundert mit Reliquien aus dem 16. und 17. Jahrhundert, seit 1926 als Monument historique eingeschrieben
- Schloss Benoît (Privatbesitz) mit der Kirche Immaculée-Conception vor dem Schloss
- Schloss Marguerite (erbaut 1880; Privatbesitz)
- Ehemalige Zehntscheune der Pfarrgemeinde Moissac im Weiler Giraltat
- Das Alagnontal

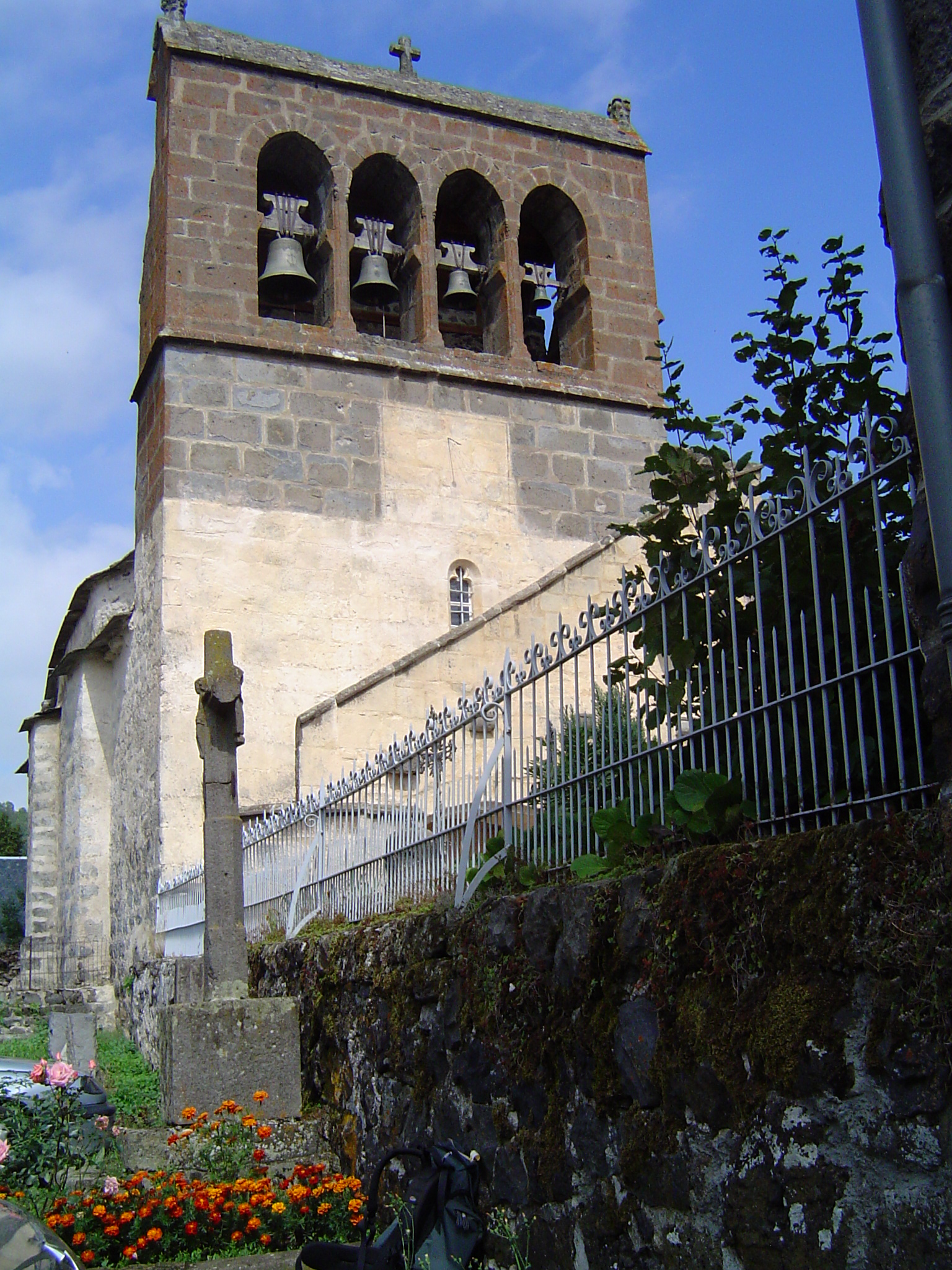
Kirche Saint-Hilaire
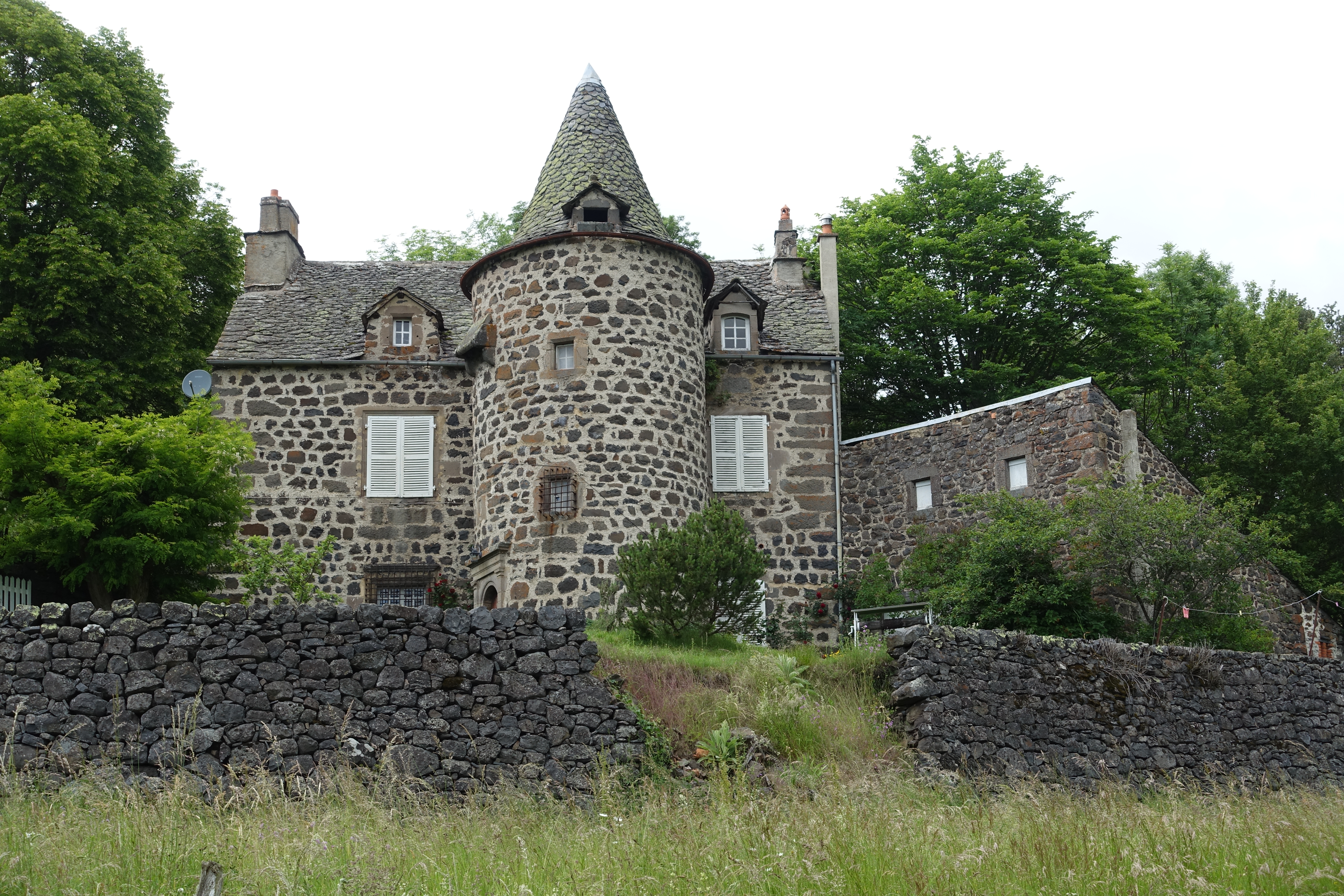
Schloss Benoît
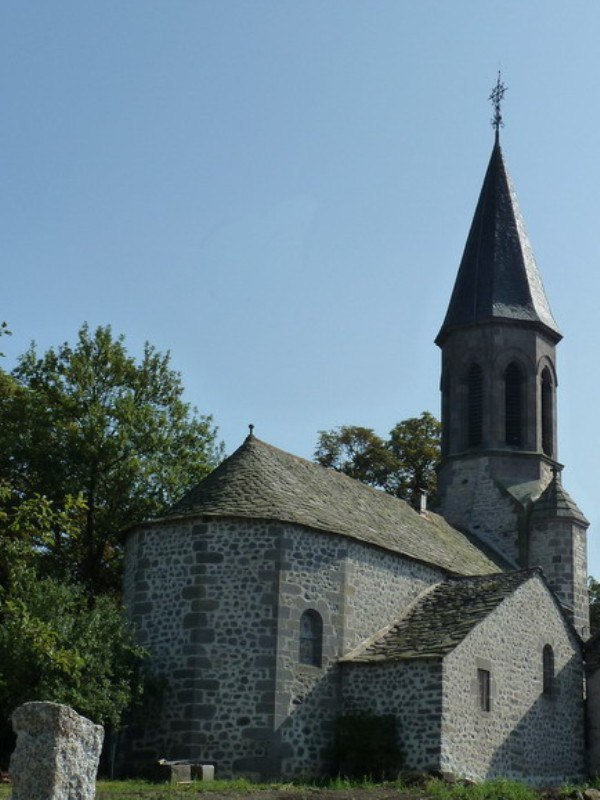
Kirche Immaculée-Conception
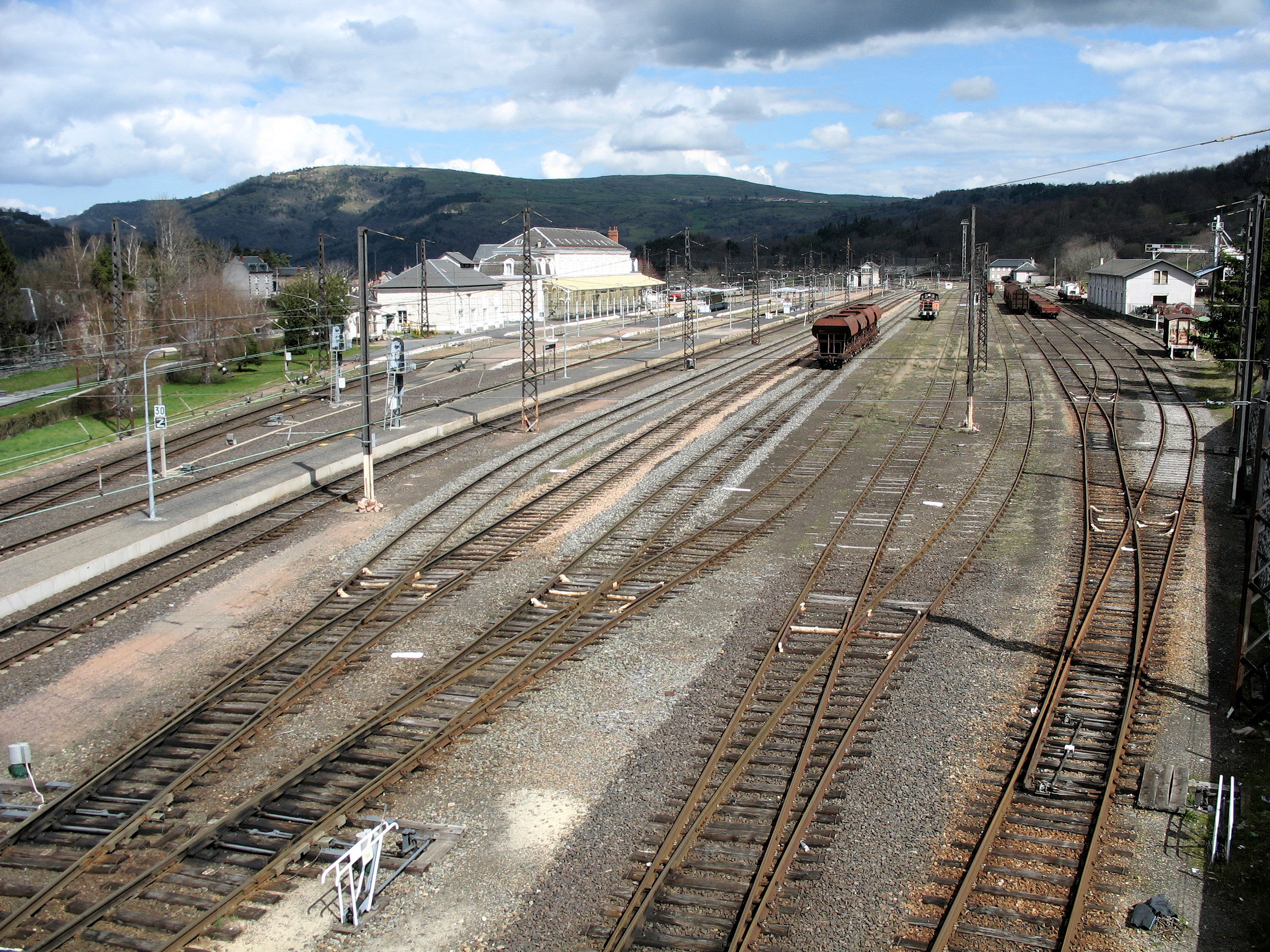
Die Bahnanlage von Neussargues
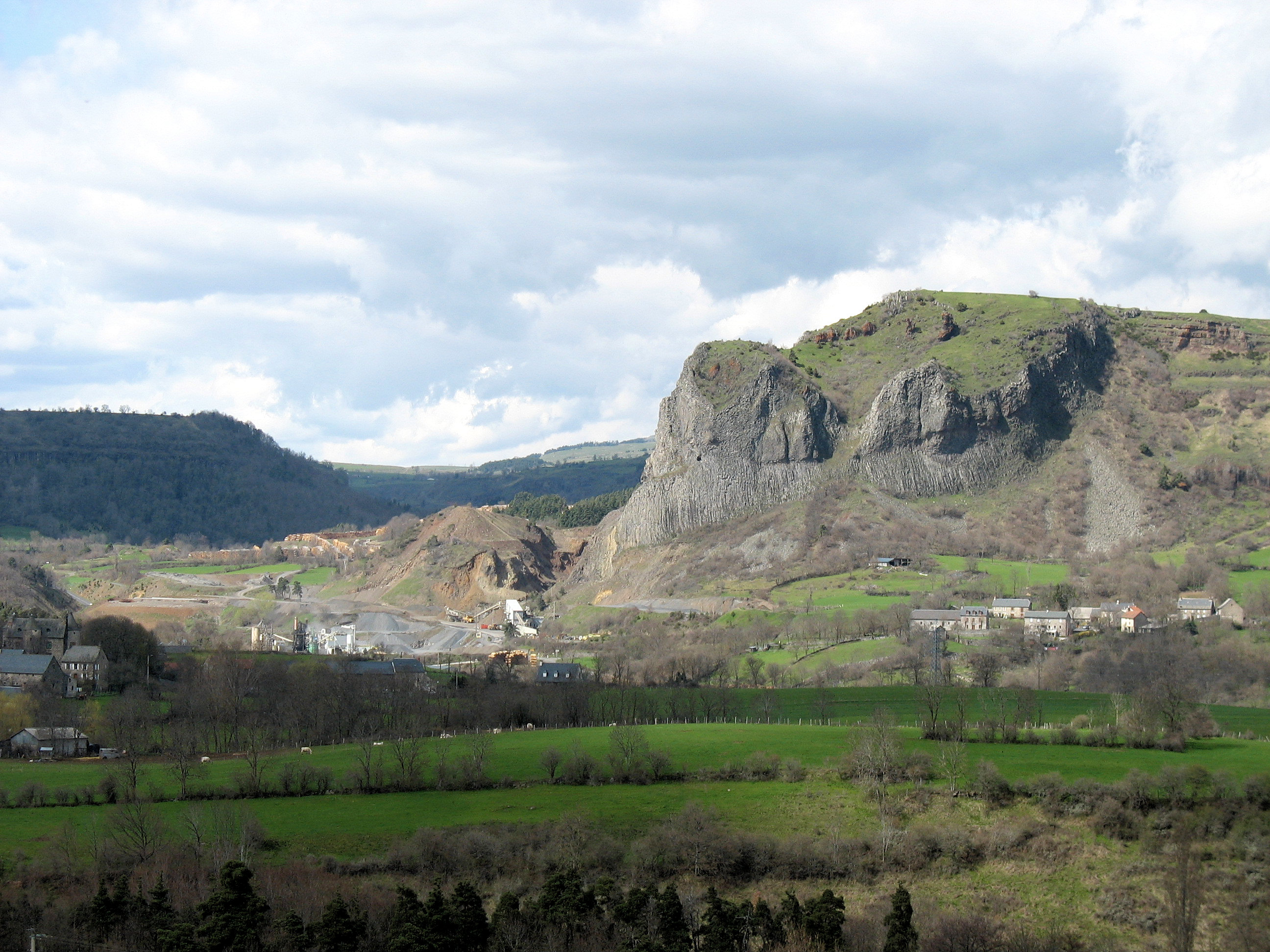
Felsen Laval mit Steinbruch

## Sport und Freizeit
Der GR 4, ein 1578 Kilometer langer Fernwanderweg „vom Atlantik zum Mittelmeer“ zwischen Royan und Grasse durchquert das Gemeindegebiet von West nach Ost.

## Bildung
Die Gemeinde verfügt über
- eine öffentliche Grundschule (École élémentaire) und
- ein öffentliches Collège „Notre-Dame Des Olivier“.[12]

## Wirtschaft
Im 19. Jahrhundert verlor Moissac an Bedeutung. Der Ort konzentrierte seine Aktivitäten auf die Landwirtschaft. Im August 1866 wurde der Bahnhof im Dorf Neussargues eröffnet, etwa ein Kilometer vom landwirtschaftlichen Zentrum in Moissac entfernt. Mit dem Bau der Midi-Linie über Béziers (1888) und der Linie nach Bort-les-Orgues (1908) wurde dieser Bahnhof sehr schnell zum wichtigsten Eisenbahnknotenpunkt im Cantal. Das sogenannte Bahnhofsviertel erfuhr dann eine rasante Entwicklung mit Aktivitäten im Zusammenhang mit der Eisenbahn: Hotels, Postämter, verschiedene Unternehmen.
Im Jahr 1872 verlor Moissac seine Vorrangstellung als Hauptort der Gemeinde zugunsten von Neussargues, wo Infrastrukturen wie Schulen, Rathaus, Postamt usw. geschaffen wurden. Ein gutes Jahrhundert lang hingen die meisten wirtschaftlichen Aktivitäten der Gemeinde vom Bahnhof ab, so dass dort fast 140 Menschen arbeiteten. Im Jahr 1915 passierten beispielsweise 8.700 Tiere und 15.000 Tonnen Waren (Käse, Vieh, Wein usw.); 84.000 Fahrscheine werden an Reisende ausgegeben.
Heute wird der Niedergang des Bahnhofs, der vor etwa dreißig Jahren begann, durch die Schließung der Bort-Linie (1991) und ernsthafte Bedrohungen für die Midi-Linie noch verstärkt. Die Wirtschaft des Neussargues-Beckens ist daher nicht mehr von den Aktivitäten des Bahnhofs abhängig, sondern von einer Reihe dynamischer kleiner oder mittelgroßer Betriebe wie den Charrade-Betrieben (Käsefabrik, Reifung), dem städtischen Schlachthof, der Cantasacs-Fabrik (Plastiktüten), die GBMF-Gruppe (Herstellung von Holzkohle), dem Steinbruch Monneyron. Da das Neussargues-Becken wie das gesamte Departement vom Bevölkerungsrückgang betroffen ist, setzt es auf die Aufnahme älterer Menschen und setzt nun auf den Tourismus, um die lokale Wirtschaft wiederzubeleben.

## Verkehr
Wichtigste Verkehrsverbindung ist die Route nationale 122 von Figeac (Département Lot) nach Massiac. Die Departementsstraße D 679, die ehemalige Route nationale 679 von Limoges (Département Haute-Vienne) nach Saint-Flour, kreut im Zentrum die RN 122. Nachgeordnete Departementsstraßen und lokale Landstraßen verbinden das Zentrum mit den Ortsteilen und Nachbargemeinden.
Busse einer Linie der Region Auvergne-Rhône-Alpes verbinden die Gemeinde mit Bort-les-Orgues und Saint-Flour. In den Winterferien verkehrt eine Buslinie außerdem zu den Wintersportorten Prat de Bouc - Haute Planèze und Le Lioran.
Die Gemeinde verfügt über den Bahnhof Neussargues, in dem die Bahnstrecke Béziers–Neussargues in die Bahnstrecke Figeac–Arvant mündet. Bedient wird der Bahnhof von Intercité-Zügen und Zügen des TER Auvergne-Rhône-Alpes, die die Gemeinde mit Clermont-Ferrand, Toulouse und Béziers verbinden.

## Persönlichkeiten
- Pierre Fontanier (1765–1844), Experte des Rhetorischen Stilmittels, geboren und verstorben in Neussargues-Moissac
- Olivier Messiaen (1908–1992), französischer Komponist, Kompositionslehrer und Organist, verbrachte mehrere Sommerferien in Neussargues-Moissac.
- Claire Delbos (1906–1959), französische Violinistin und Komponistin, erste Ehefrau von Olivier Messiaen, wartete in Neussargues-Moissac auf die Entlassung von Olivier Messiaen aus deutscher Kriegsgefangenschaft.